# Михаил Екимджиев
Михаил Тихолов Екимджиев е български адвокат. Председател на „Асоциация за европейска интеграция и права на човека“. Управляващ съдружник в Адвокатско дружество „Екимджиев и партньори“.

## Биография
Михаил Екимджиев е роден на 5 юни 1964 година в град Тетевен. Учи в гимназия „Георги Бенковски“ в родния си град (1979–1982). През 1989 година завършва специалност „Право“ в Юридическия факултет на СУ „Св. Климент Охридски“ - магистър по право.
Бил е прокурор в Районна прокуратура – Пловдив. От 1992 година е адвокат в Адвокатска колегия - Пловдив. Като адвокат е обучаван по линия на Съвета на Европа и Дирекцията по правата на човека и Адвокатската колегия в Страсбург. През 1997 година основава „Асоциация за европейска интеграция и права на човека“, която се утвърждава като една от водещите неправителствени правозащитни организации в страната.
Адв. Екимджиев има десетки спечелени дела срещу България в Европейския съд по правата на човека в Страсбург. Много от тях представляват прецеденти, довели до промени в българското законодателство. През 2012 година Михаил Екимджиев печели поредното си дело срещу държавата за свръхупотреба на полицейска сила в операция срещу Тодор Тодоров – Чакъра от 2003 година, ръководена от бившия премиер Бойко Борисов.